# Franz Riepl (Architekt)
Franz Riepl (* 1. September 1932 in Sarleinsbach) ist ein österreichischer Architekt.

## Werdegang
Riepl studierte Architektur an der TU Wien. Von 1958 bis 1962 war er Assistent von Johannes Ludwig an der TH München und anschließend war er in den Jahren 1963 bis 1967 Mitarbeiter und Partner Ludwigs in München. 1967 gründete er sein eigenes Architekturbüro in München. Von 1980 bis 2000 lehrte er als Universitätsprofessor am Institut für Landwirtschaftliches Bauwesen und ländliches Siedlungswesen an der Technischen Universität Graz.

## Bauten und Wettbewerbe

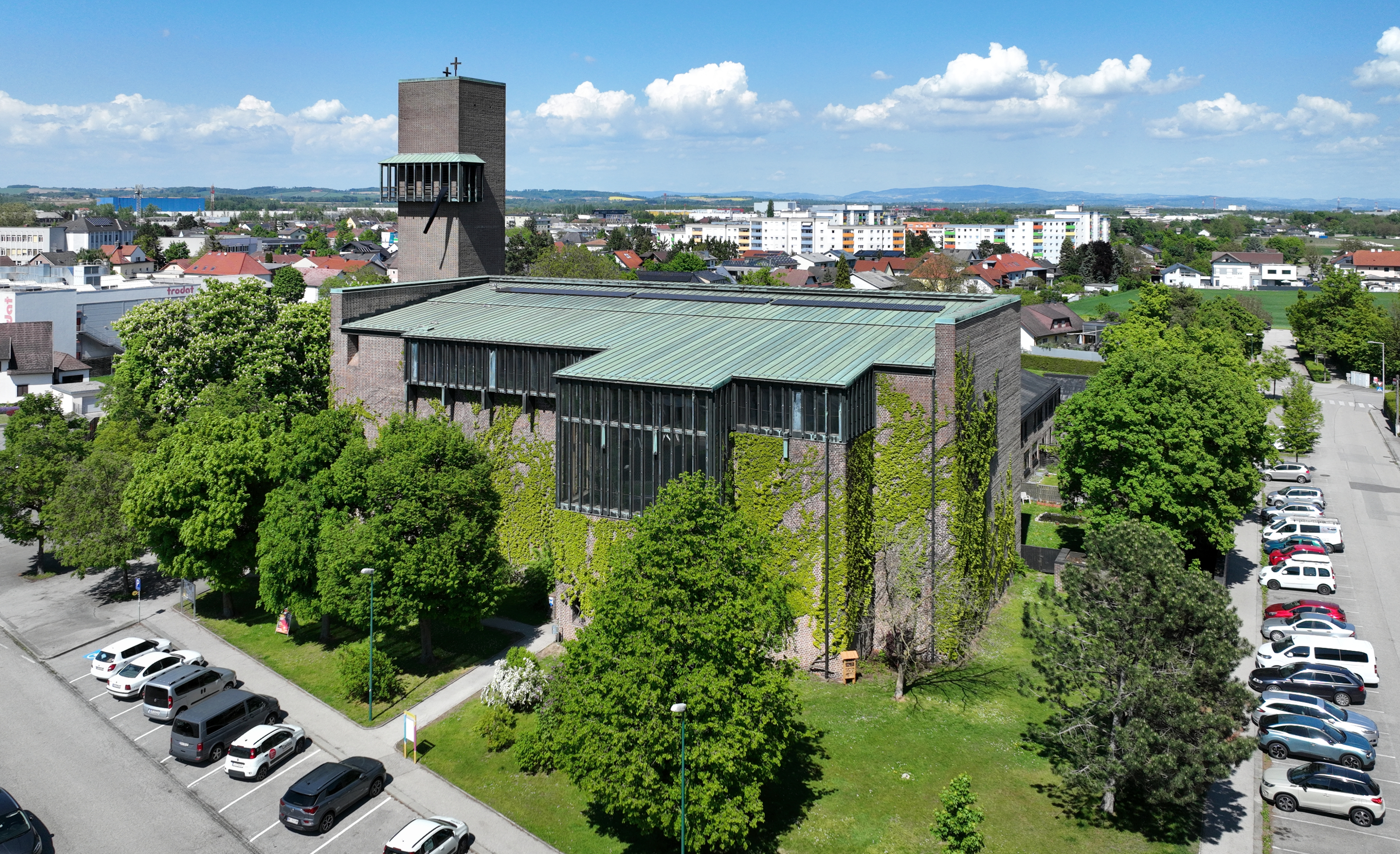
Pfarrkirche Wels-Pernau

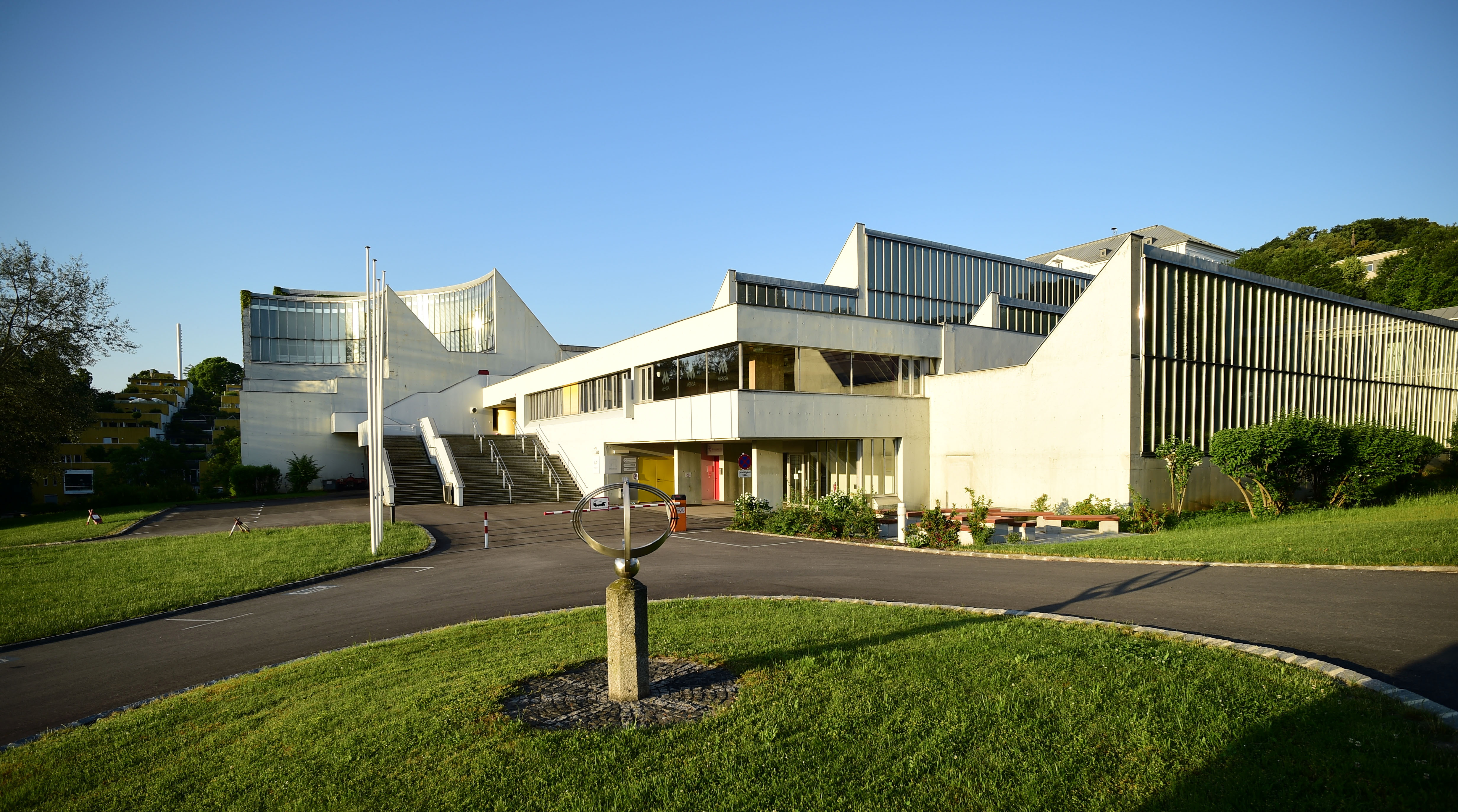
Private Pädagogische Hochschule der Diözese Linz

Riepl verwirklichte Kirchenzentren, Sportanlagen, Wohnanlagen, Schulen, Gemeindezentren sowie veterinärmedizinische Einrichtungen. Der Schwerpunkt seiner Bautätigkeit lag in Oberösterreich.
Die Pfarrkirche Wels-Pernau in Wels (Listeneintrag) und die Pädagogische Akademie der Diözese in Linz (Listeneintrag) stehen unter Denkmalschutz.
- 1960–1967: Pfarrkirche Wels-Pernau, Wels mit Othmar Sackmauer
- 1970–1975: Pädagogische Akademie der Diözese, Linz
- 1975: Umbau und Sanierung Waldkirche, Lenggries
- 1987: Evangelisch-Lutherische Gemeinde- und Pfarrhaus, Fischen im Allgäu
- 1985: Labor- und Stoffwechselgebäude der Bayerischen Landanstalt für Tierzucht, Grub bei Poing
- 1991: Frühmesskapelle, Geldersheim
- 2006: 1. Preis Gemeindezentrum am Marienwerkhaus, Lübeck
- Sanierung Makarthof
- Wohnanlage Ennsfeld, Ebelsberg

## Auszeichnungen und Preise
- 1983: Kulturpreis des Landes Oberösterreich für Architektur
- 1985: BDA-Preis Bayern für Labor- und Stoffwechselgebäude der Bayerischen Landanstalt für Tierzucht, Grub bei Poing[1]
- 1987: BDA-Preis Bayern für Gemeinde- und Pfarrhaus, Fischen[2]
- 1991: BDA-Preis Bayern für Frühmesskapelle, Geldersheim[3]
- 1998: Mauriz-Balzarek-Preis
- 2004: Heinrich-Gleißner-Preis
- 2006: Kunstwürdigungspreis der Stadt Linz (Kategorie: Architektur)[4]
- 2023: Großes Ehrenzeichen des Landes Steiermark[5]

## Ausstellungen
- 2006: Architekturgalerie München – „Franz Riepl Architekt. Ein Buch von Paulhans Peters in der Edition Axel Menges“[6]
- 2012: Architekturforum Oberösterreich – Architekt einer anderen Moderne
- 2013: HDA Graz – „Franz Riepl – Architekt einer anderen Moderne“[7]